# Urfahrer Josefskirche

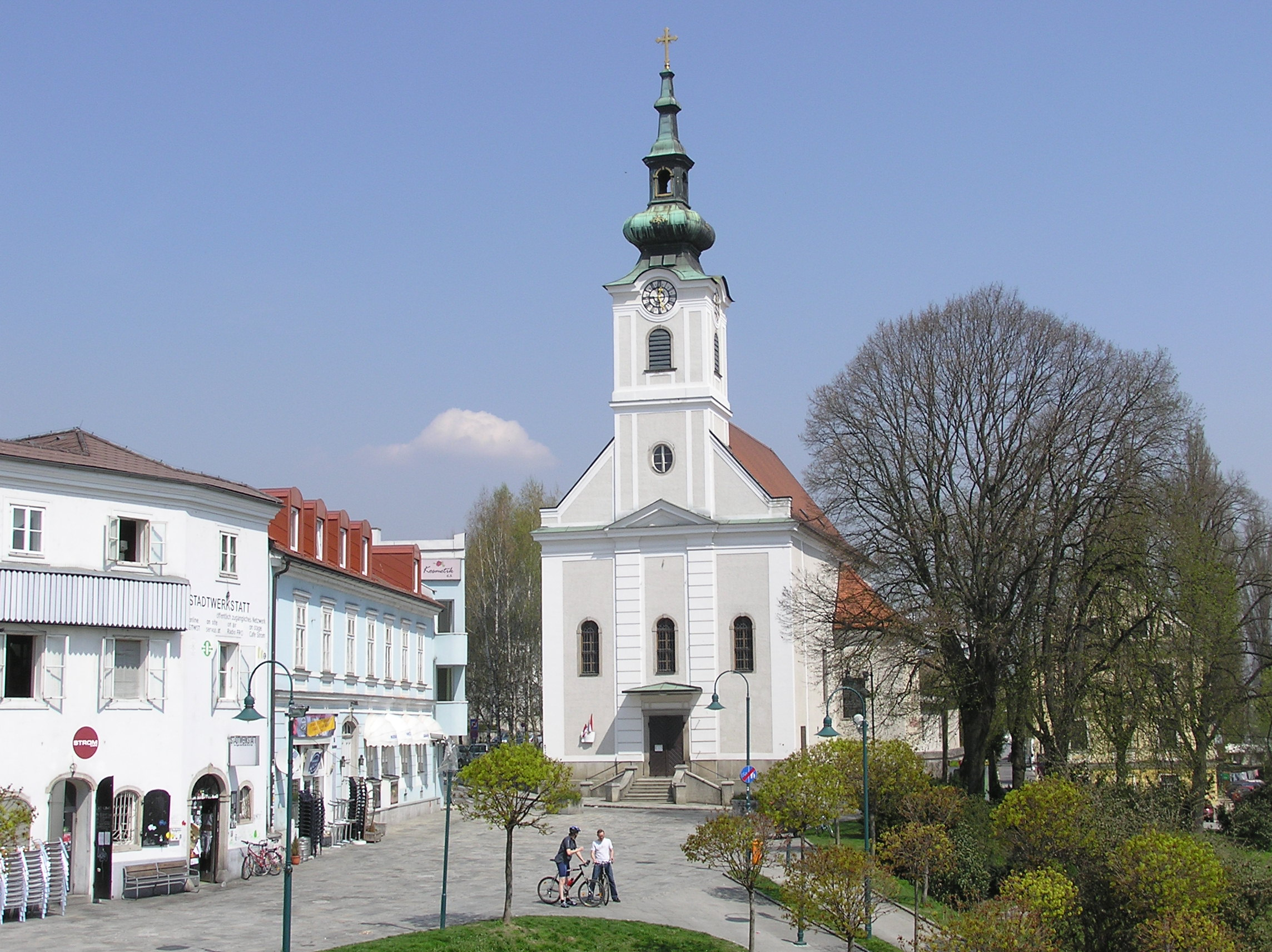
Pfarrkirche Urfahr-St. Josef (2006)

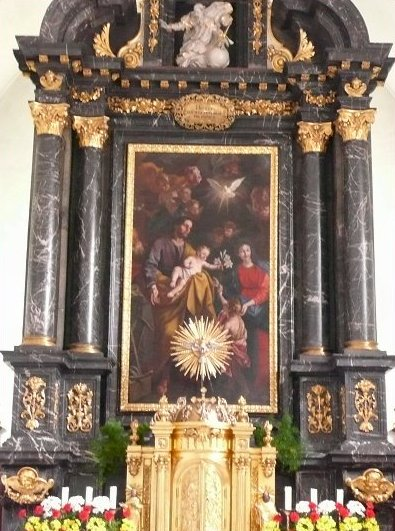
Hochaltar

Die Urfahrer Josefskirche ist eine römisch-katholische Pfarrkirche im Stadtteil Urfahr in Linz. Seit dem 1. Jänner 2023 gehört sie als eine von 8 Pfarrteilgemeinden zur Pfarre Urfahr der Diözese Linz. Die Kirche steht erhöht an der Donau direkt beim Ars Electronica Center.

## Geschichte
An der Stelle eines 1681 vom Kapuzinerorden erbauten Hospitiums wurde von 1690 bis 1694 eine Kapuzinerkirche mit Kloster erbaut und 1702 geweiht. Unter Kaiser Joseph II. wurde das Kloster aufgehoben. Die Klosterkirche wurde 1784 die Pfarrkirche von Urfahr. Die Reminiszenz mit Stadtpfarrkirche erinnert an Urfahr als selbständige Gemeinde, welche 1808 zur Marktgemeinde und 1882 zur Stadt erhoben wurde, und 1919 zur Stadt Linz kam. Der ehemalige Klostergarten mit Klostermauern aus Bruchsteinen wurde zum Pfarrfriedhof Urfahr.
Der für die Kapuziner typisch schlichte Kirchenbau hat ein einschiffiges tonnengewölbtes Langhaus und einen eingezogenen niedrigeren tonnengewölbten Rechteckchor. Südlich am Langhaus ist eine Seitenkapelle als Taufkapelle mit einem Gang zum Chor und einer Sakristei am Chor. Nördlich des Chores ist ein Gang zum ehemaligen Kloster angebaut. Nach der Erhebung zur Pfarrkirche wurde von 1789 bis 1790 durch Einbeziehung des ehemaligen Mönchschores der Chor erweitert. Von 1791 bis 1793 wurde außen eine barock-klassizistische Hauptfassade mit Fassadenturm nach den Plänen von Franz Xaver Martinelli errichtet. Nach einem Brand erhielt die Turm 1833 einen Zwiebelturm mit Laterne. Unter dem Langhaus ist eine nicht zugängliche Gruft.
Die historistische Wandgliederung im Kircheninneren gestaltete 1884 der Baumeister Michael Riedl. Zwei Glasfenster mit neobarockem Dekor sind von 1900. Die ornamentalen Glasfenster der Taufkapelle schuf 1976 der Maler Rudolf Kolbitsch. Die Wandmalereien im Langhaus und Chor von 1884 bis 1887 vom Maler Max Gehri wurden übertüncht.
Die Kapuziner übertrugen aus Gründen der Sparsamkeit zahlreiche Einrichtungsgegenstände aus anderen Kirchen. Der Altar aus dem Jahr 1654 wurde aus der abgebrochenen Franz-Xaver-Kapelle des Jesuitenkollegiums in Linz übertragen. Das Altarblatt Heilige Familie malte 1694 Johann Karl von Reslfeld.

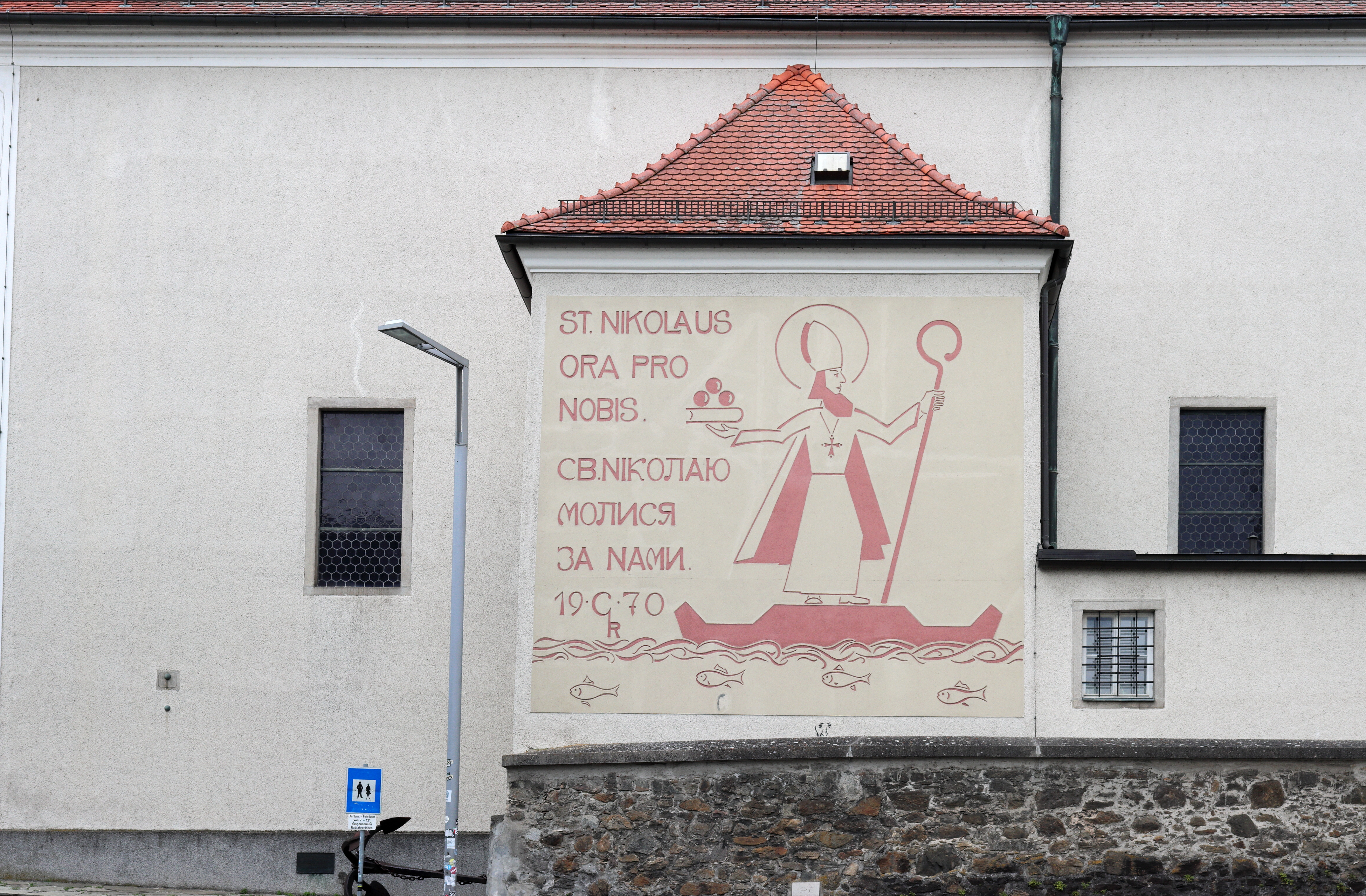
Nikolaus-Sgraffito

Das große Wandbild des heiligen Nikolaus an der Außenfassade zur Donau stammt von 1970. Der mit dem Attribut Buch und goldene Kugeln versehenene Heilige steht auf einem stilisierten Boot, beigegeben sind zwei Inschriften in Latein und Kirchenslawisch (deutsch: Hl. Nikolaus bitte für uns). Die Maße des Sgraffitos sind 7 × 8 m. Der in West- und Ostkirche verehrte Heilige gilt als Schutzpatron der Schiffer. Der Künstler ist Rudolf Gruber, Konsulent der oberösterreichischen Landesregierung.

## Jugendkirche „Der Grüne Anker“

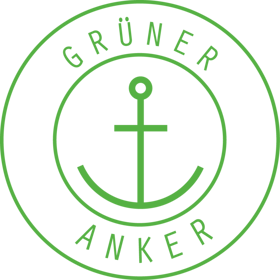
Logo des Grünen Ankers

Nach zunächst temporärer Nutzung wurde am 4. Februar 2015 die Jugendkirche der Diözese Linz Der Grüne Anker in der Urfahrer Josefskirche eröffnet, deren Ziel es ist, spirituelle Angebote für Jugendliche und junge Erwachsene zu schaffen. Die Formate richten sich an kirchennahe sowie kirchenferne Menschen im Alter von 14–24 Jahren.
Das Kirchengebäude wurde dahingehend speziell adaptiert. Das Innere der barocken Josefkirche auf eine mobile Bestuhlung umgestellt um so den Kirchenraum flexibel und vielseitig nutzbar zu machen. Die Außenfassade der Kirche wird von einem Kunstprojekt mit dem Titel „Rutsche ins Leben“ gestaltet, welche die Spannung zwischen dem Sakralraum und dem Raum für Jugendkultur verdeutlicht.